# Anisagrion kennedyi
Anisagrion kennedyi – gatunek ważki z rodziny łątkowatych (Coenagrionidae). Występuje na terenie Ameryki Środkowej.